# Бронепалубни крайцери тип „Сума“
Сума (на японски: 浪速型防護巡洋艦) са серия бронепалубни крайцери на Императорските ВМС на Япония. Това са първите крайцери, проектирани напълно в Япония и построени напълно от местни суровини, с изключение на внесената от Великобритания артилерия. Проектът е много подобен на построения по-рано в Япония крайцер „Акицушима“, като основните разлики са силовите установки и състава на въоръжението. В периода 1892 – 1897 г. на стапелите на флота в Йокосука са построени два кораба от този тип: „Сума“ (на японски: 須磨) и „Акаши“ (на японски: 明石).

## Конструкция
Тъй като „Сума“ на изпитанията показва неудовлетворителна мореходност, вторият кораб, „Акаши“, е спешно преправян вече в строеж за отстраняване на недостатъците.

## Представители
| Име          | Заложен          | Спуснат на вода   | Влиза в строй       | Съдба |
| ------------ | ---------------- | ----------------- | ------------------- | --- |
| „Сума“ 須磨  | 6 август 1892 г. | 9 март 1895 г.    | 12 декември 1896 г. | изваден от списъците на флота през 1923 г., предаден за скрап 1928 г.                                     |
| „Акаши“ 明石 | 6 август 1894 г. | 8 ноември 1897 г. | 30 март 1899 г.     | изваден от списъците на флота през 1928 г., потопен като кораб мишена на учения на авиацията през 1930 г. |

## История на службата
И двата крайцера участват в Руско-японската война, в т.ч. и в Цушимското сражение.
През Първата световна война крайцерите се използват в операции против германските сили в Китай. И двата кораба през 1921 г. са прекласифицирани на „кораб на бреговата отбрана 1-ви ранг“, преди да бъдат извадени от флота 1923 и 1928 година.